# Deutsche Poolbillard-Meisterschaft 2023 (Rollstuhlfahrer)
Die Deutsche Poolbillard-Meisterschaft 2023 war die zehnte Austragung zur Ermittlung der nationalen Meistertitel der Rollstuhlfahrer in der Billardvariante Poolbillard und die erste seit 2017. Sie wurde vom 13. bis 19. November 2023 in der Wandelhalle in Bad Wildungen im Rahmen der Deutschen Billard-Meisterschaft ausgetragen.
Es wurden die Deutschen Meister in den Disziplinen 8-Ball, 9-Ball und 10-Ball ermittelt.

## Medaillengewinner
| Disziplin | Gold                              | Silber                                    | Bronze                            | Bronze                                    |
| --------- | --------------------------------- | ----------------------------------------- | --------------------------------- | ----------------------------------------- |
| 8-Ball    | Manfred Gattinger (1. PBC Passau) | Tankred Volkmer 0                         | Peter Rupprecht (PBC Waghäusel)   | Andreas Klitzsch (Billard Freunde Berlin) |
| 9-Ball    | Tankred Volkmer 0                 | Andreas Klitzsch (Billard Freunde Berlin) | Manfred Gattinger (1. PBC Passau) | Peter Rupprecht (PBC Waghäusel)           |
| 10-Ball   | Manfred Gattinger (1. PBC Passau) | Andreas Klitzsch (Billard Freunde Berlin) | Peter Rupprecht (PBC Waghäusel)   | Tankred Volkmer 0                         |